# Tsutomu Miura
Pour les articles homonymes, voir Miura (homonymie).
Tsutomu Miura (三浦 つとむ, Miura Tsutomu), né le 15 février 1911 à Tokyo - décédé le 27 octobre 1989, est un linguiste japonais.
Il a étudié la langue comme forme d'expression et critiqué le conformisme et le fonctionnalisme, comme la linguistique structurale ou la théorie de la grammaire générative.
Il considère la théorie de Motoki Tokieda, aussi connue sous le nom Gengo Katei Setsu (« théorie de la langue comme processus »), comme « la théorie au plus haut standard du monde » et a créé sa théorie originale de la langue fondée sur la théorie de Tokieda.

## Ouvrages
Miura est l'auteur de plus de trente ouvrages dont aucun n'a encore été traduit en français.
- 1948 : Introduction à la philosophie (哲学入門).
- 1955 : Ce qu'est la dialectique comme science (弁証法はどういう科学か).
- 1956 : Ce qu'est la langue japonaise (日本語はどういう言語か).
- 1967 : Théorie de la connaissance et du langage (認識と言語の理論).
- 1970 : Théorie de la connaissance et de l'art (認識と芸術の理論).
- 1975 : La grammaire japonaise (日本語の文法).
- 1983 : Sélection de Tsutomu Miura (三浦つとむ選集).